# NGC 7474
NGC 7474 este o galaxie situată în constelația Pegas. A fost descoperită în 9 septembrie 1864 de către Albert Marth.